# Bremen (Kentucky)
Bremen – miasto w Stanach Zjednoczonych, w stanie Kentucky, w hrabstwie Muhlenberg.